# Muhammad Ali (Brunei)
Muhammad Ali (gestorben 16. November 1661) war der zwölfte Sultan von Brunei nach offizieller Zählung. Er herrschte nur ein Jahr lang von 1660 bis zu seinem gewaltsamen Tod durch seinen Nachfolger Abdul Hakkul Mubin 1661. Sein Tod war der Ausgangspunkt des Bürgerkriegs von Brunei. Nach seinem Tod erhielt er die Bezeichnung Marhum Tumbang Di Rumput. Später wurde er durch seinen Schwiegersohn Muhyiddin gerächt.

## Leben
Muhammad Ali war der Sohn von Sultan Muhammad Hassan, des neunten Sultans von Brunei. Er war der Bruder von Abdul Jalilul Akbar, des zehnten Sultans von Brunei, sowie von Sultan Tengah von Sarawak und von Sultan Muwallil Wasit I von Sulu.
Sein Sohn, Raja Husain, wurde der sechzehnte Sultan (Sultan Hussin Kamaluddin) nach dem Tod seines Vorgängers Nassaruddin. 
Die Tochter von Sultan Muhammad Ali, Raja Isteri Pengiran Anak Puteri Siti Mariam („Raja Sari“), wurde mit Sultan Muhyiddin, dem vierzehnten Sultan von Brunei, verheiratet.

## Tod
Der Sohn des Sultans, Pengiran Muda Bungsu, tötete den Sohn von Pengiran Bendahara Hakkul Mubin (des späteren Sultans) wegen eines Streits um einen Hahnenkampf. Außer sich vor Zorn, stürmte der Pengiran Bendahara zum Lapau, um den Sultan zur Rede zu stellen. Bei der Audienz war neben dem Pengiran Bendahara auch der betroffene Prinz Muda Bungsu anwesend. Hakkul Mubin forderte Gerechtigkeit vom Sultan, da sein Sohn keine Schuld gehabt habe. Daraufhin verkündete der Sultan:

„O Pengiran Bendahara, if my son got killed, then the assailant will also get killed as his punishment. (deutsch: „Oh Pengiran Bendahara, wenn mein Sohn getötet wurde, wird der Angreifer auch zu seiner Bestrafung getötet.“)“

Als der Prinz den Spruch (titah) des Sultans hörte, floh er in den Istana (Palast). Der gerechte Sultan erlaubte dem Pengiran Bendahara, seinen eigenen Sohn zu bestrafen. Doch Bendahara konnte den Prinzen nicht finden, weil dieser in den Dschungel entkommen war. Das machte ihn unkontrollierbar wütend und so tötete und verletzte er zahlreiche Palast-Angehörige. Der Sultan, der fürchtete, dass der Pengiran Bendahara noch mehrere seiner Angehörigen töten würde, befahl ihm schließlich, ihn selbst zu töten. Dem stimmte der Pengiran Bendahara zu und der Sultan wurde hinaus auf eine Wiese gebracht und dort mit einer Garrotte getötet. Er starb am 16. November 1661.
Der Pengiran Bendahara Hakkul Mubin rief sich selbst als Sultan Abdul Hakkul Mubin zum Sultan aus.